# Cmolas (przystanek kolejowy)
Cmolas – przystanek osobowy (dawniej mijanka i przystanek) w Cmolasie, w województwie podkarpackim, w Polsce, wybudowany w 1971 i zamknięty w 2000. Od 13 grudnia 2009 uruchomiono połączenie Rzeszów – Stalowa Wola Rozwadów.

## Ruch pasażerski
| Rok  | Wymiana pasażerska na dobę |
| ---- | -------------------------- |
| 2017 | 20-49                      |
| 2022 | 50-99                      |